# ヤンボル
ヤンボル（ブルガリア語: Я̀мбол）は、ブルガリアの都市。ヤンボル州に属し、同州の州都に定められている。
ブルガスの西約100kmに位置する。

## 地理
ヤンボルはブルガリア南部のトラキア平原に含まれる。町はトゥンジャ川とモチュリツァ川の合流地点の南に位置している。

### 気候
ヤンボルは温暖湿潤気候に属している。
| ヤンボルの気候            | ヤンボルの気候 | ヤンボルの気候 | ヤンボルの気候 | ヤンボルの気候 | ヤンボルの気候 | ヤンボルの気候 | ヤンボルの気候 | ヤンボルの気候 | ヤンボルの気候 | ヤンボルの気候 | ヤンボルの気候 | ヤンボルの気候 | ヤンボルの気候 |
| 月                        | 1月            | 2月            | 3月            | 4月            | 5月            | 6月            | 7月            | 8月            | 9月            | 10月           | 11月           | 12月           | 年             |
| ------------------------- | -------------- | -------------- | -------------- | -------------- | -------------- | -------------- | -------------- | -------------- | -------------- | -------------- | -------------- | -------------- | -------------- |
| 平均最高気温 °C （°F）    | 6.5 (43.7)     | 8.7 (47.7)     | 13.6 (56.5)    | 18.4 (65.1)    | 24.1 (75.4)    | 28.2 (82.8)    | 31.1 (88)      | 31.2 (88.2)    | 25.7 (78.3)    | 19.5 (67.1)    | 13.7 (56.7)    | 7.6 (45.7)     | 19.02 (66.27)  |
| 日平均気温 °C （°F）      | 3.3 (37.9)     | 4.4 (39.9)     | 8.4 (47.1)     | 13.0 (55.4)    | 18.2 (64.8)    | 22.5 (72.5)    | 25.2 (77.4)    | 25.0 (77)      | 20.3 (68.5)    | 15.0 (59)      | 9.6 (49.3)     | 4.1 (39.4)     | 14.08 (57.35)  |
| 平均最低気温 °C （°F）    | 0.0 (32)       | 0.2 (32.4)     | 3.6 (38.5)     | 7.8 (46)       | 12.5 (54.5)    | 16.8 (62.2)    | 19.3 (66.7)    | 19.2 (66.6)    | 14.8 (58.6)    | 10.3 (50.5)    | 5.5 (41.9)     | 0.7 (33.3)     | 9.23 (48.6)    |
| 降水量 mm （inch）        | 45.5 (1.791)   | 41.6 (1.638)   | 32.8 (1.291)   | 34.3 (1.35)    | 59.8 (2.354)   | 50.7 (1.996)   | 50.9 (2.004)   | 40.7 (1.602)   | 70.3 (2.768)   | 49.7 (1.957)   | 34.6 (1.362)   | 58.9 (2.319)   | 569.8 (22.432) |
| 平均月間日照時間          | 106            | 132            | 181            | 203            | 274            | 303            | 339            | 329            | 242            | 181            | 133            | 101            | 2,525          |
| 出典：weatheronline.co.uk |                |                |                |                |                |                |                |                |                |                |                |                |                |

## 歴史
ヤンボルはブルガリア最古の都市の一つであり、新石器時代にはすでに人類が居住していた形跡が残されている。トラキア人が建設した都市カビレがヤンボルの起源だと考えられており、マケドニア王国の王ピリッポス2世の要塞が置かれていた。トラキア人の都市セウトポリスの遺跡で発見された碑文にはカビレの名が刻まれており、紀元前341年にデモステネスが行った演説の中でカビレはマケドニアが領有する都市の一つとして挙げられている。
ローマ帝国時代のカビレは交通の要所となっていたが、北方の諸民族の攻撃を受けて荒廃した。293年にカビレは当時のローマ皇帝ディオクレティアヌスの名前に由来するディオスポリス（DiosPolis）に改名されるが、378年にゴート族によって破壊される。
10世紀から14世紀にかけてカビレはディアンポリス（Diampolis）という名前の町として再建され、ブルガリアと東ローマ帝国（ビザンツ帝国）の係争の地となった。中世のヤンボルはディアンポリス、ドゥブリン、ヤンポリスなどの名前で呼ばれ、1357年の史料には「ドゥビリン」の名前で記されている。1373年に町はオスマン帝国の支配下に入り、1479年に現在の名称のヤンボルに改称された。
1829年にヤンボルは露土戦争の戦場となり、ブルガリア人住民はロシアに避難する一方、ヤンボルは町に集まった反オスマン勢力の一大拠点にもなる。1878年にヤンボルはロシア軍によってオスマン帝国の支配から解放され、ブルガリアとロシアの友好を記念する聖アレクサンドル・ネフスキー大聖堂が建立された。1890年代半ばには、ヤンボルとブルガスを結ぶ長距離幹線が開通した。
20世紀に入り、ヤンボルは療養のための鉱泉でも知られるようになる。

## 民族構成
2001年当時の国勢調査では、個人が申告するエスニック・アイデンティティの分布は以下のようになっている。
- ブルガリア人 - 59,899人 （87.1%）
- ロマニ系ブルガリア人（英語版） - 4,263人（6.2%）
- トルコ系ブルガリア人（英語版） - 3,185人（4.6%）
- その他 - 296人 （0.4%）
- 定義不可 - 1,101人（1.6%）
  - 回答無し - 11,718人（8.5%）

計：74,132人

## 経済
ヤンボルはタバコ、缶詰、繊維工業、化学工業が発達しており、近郊の農産物の集散地となっている。河口に位置する港市であるヤンボルからは羊毛、ブドウ酒などが積み出されている。

## 姉妹都市
- トゥルグ・ジウ（ルーマニア）
- ヴィルジュイフ（フランス）
- シェラツ（英語版）（ポーランド）[11]
- イジェフスク（ロシア連邦ウドムルト共和国）[12]
- ベルジャーンシク（ウクライナ）[13]
- エディルネ（トルコ）[14]